# Os Amantes do Círculo Polar
Os Amantes do Círculo Polar em castelhano:  Los amantes del círculo polar, é um filme franco-espanhol do ano de 1998, dirigido por  Julio Medem e protagonizado por Najwa Nimri e Fele Martínez. A produção ganhou dois prêmios Goya na cerimônia de 1999.
O filme conta a história de Otto e Ana, a partir de um ocasional encontro ao saírem da escola, quando tinham oito anos de idade, desde aquele momento começa a ser desenhado um círculo que se completa quando eles se reencontram muitos anos depois na Lapônia, no meio do Círculo Polar Ártico, sob o sol da meia-noite.
Os temas desenvolvidos no filme são uma parte importante do universo criativo de Julio Medem, e podem ser encontrados em seus outros filmes. Estes incluem amor, morte, destino, natureza, o círculo da vida e as coincidências da vida.
O filme, lançado no dia 4 de setembro de 1998, recebeu críticas e opiniões favoráveis.

## Sinopse
O filme é uma trama circular, assim como em várias outras formas (por exemplo, os nomes de seus personagens principais, Otto e Ana, são palíndromos). O filme é centrado em torno de uma relação de amor incestuosa entre meio-irmãos. Os dois se encontram um dia depois da escola, quando o pai de Ana morre, e sua mãe se casa com o pai de Otto.
Ana acredita que Otto é a reencarnação de seu pai, mas finalmente os dois se apaixonam. Para uma série de razões, são, eventualmente, separados, e Otto se torna um piloto que voa entre a Espanha e o Círculo Polar Ártico. Ana se muda para a mesma área para deixar para trás seu passado e seus amores passados, e tenta entrar em contato com ele novamente. No final, no entanto, um dos personagens principais morre em um acidente. Contada pelo ponto de vista de Ana, ela e Otto estão reunidos, e no ponto de vista de Otto, Ana morre.

## Elenco
- Najwa Nimri ... Ana
- Fele Martínez ... Otto
- Maru Valdivieso ... Olga
- Nancho Novo ... Álvaro
- Sara Valiente ... Ana, criança
- Peru Médem ... Otto, criança
- Kristel Díaz ... Ana, adolescente
- Víctor Hugo Oliveira ... Otto, adolescente
- Beate Jensen ... Mãe de Otto

## Produção
Os amantes do Círculo Polar foi gravado em Madrid e em vários locais na Finlândia.
O filme, escrito por Julio Medem, leva traços autobiográficos de suas experiências amorosas da adolescência e dos seus desentendimentos com o pai. A produção também incluiu uma referência à sua mãe basca e pai alemão, em uma cena em que um fazendeiro basco resgata um para-quedista alemão encalhado. Medem disse que isso era "uma forma de reunir os dois lados da minha família".

## Prêmios
O filme foi indicado a quatro prêmios Goya e ganhou nas categorias de Melhor Edição e Melhor Trilha Sonora Original. Julio Medem também recebeu o Prêmio do Público no Athens International Film Festival, em 2000, e o Prêmio do Público de Melhor Filme Latino no Festival de Gramado. O filme também ganhou um prêmio Ondas de melhor filme espanhol e Najwa Nimri ganhou o prêmio de Melhor Atriz.